# The Last Reel
The Last Reel (em khmer: ដុំហ្វីលចុងក្រោយ) é um filme cambojano de drama de 2014 dirigido por Kulikar Sotho e escrito por Ian Masters. Foi selecionado como representante de seu país ao Oscar de melhor filme estrangeiro em 2016, mas não foi indicado.

## Elenco
- Mony - Veasna
- Rous Mony - Veasna
- Ma Rynet - Sophoun
- Dy Saveth - Srey Mom
- Hun Sophy - Colonel Bora
- Sok Sothun - Vichea